# Daniel Mendes
Daniel Freire Mendes (Aussprache ['mẽⁿdʒis]; * 14. Juli 1981 in São Paulo) ist ein ehemaliger brasilianischer Fußballspieler. Der Stürmer bestritt einen großen Teil seiner bisherigen Karriere in Schweden.

## Karriere
Mendes begann mit dem Fußballspielen bei Palmeiras São Paulo. Über Corinthians São Paulo und CA Juventus kam er 1997 zu Botafogo FR. Mit der U-17-Mannschaft des Klubs gewann er 1999 die Copa Juvenil Do Estado Do Rio De Janeiro, wobei er mit 14 Toren bester Schütze der Mannschaft war. Ein Jahr später gelang ihm mit der Nachwuchsmannschaft des Klubs der Titelgewinn im Campeonato Carioca De Juniores.
2003 wechselte Mendes erstmals nach Schweden. Für Kalmar FF trat er in der Superettan an und gehörte mit 14 Saisontoren zu den besten Torschützen der Spielzeit. Damit trug er entscheidend zum Aufstieg des Klubs in die Allsvenskan bei. Am Ende der Saison verließ er jedoch den Klub und wechselte nach Japan zu Ulsan Hyundai. Nach nur einem Jahr zog er weiter zu Atlético Nacional, wo er wiederum nur ein Jahr spielte.
2006 kehrte Mendes nach Schweden zurück. Beim Zweitligisten Degerfors IF zeigte er seine bekannte Torgefährlichkeit und erzielte in der ersten Saisonhälfte der Zweitligaspielzeit 2006 zehn Tore. Daher wurde man höherklassig auf ihn aufmerksam und im Juli des Jahres warb der Allsvenskan-Klub AIK Solna den Stürmer ab. Bei seinem neuen Klub konnte er sich jedoch trotz vier Toren in 14 Spielen bis zum Saisonende nicht durchsetzen. Auch in den folgenden Jahren kam er hauptsächlich als Einwechselspieler zum Einsatz, wobei er in der Spielzeit 2008 mit fünf Toren hinter dem Argentinier Iván Óbolo, dem zehn Saisontore gelangen, zusammen mit dem Slowenen Miran Burgić zweitbester Torschütze des Klubs war.
Mendes entschied sich nach Saisonende zum Vereinswechsel und kehrte nach fünf Jahren zu Kalmar FF zurück. Beim amtierenden Meister unterschrieb er einen Drei-Jahres-Vertrag. Mit seinem ersten Pflichtspieltor für den neuen Arbeitgeber sorgte er im März 2009 durch einen 1:0-Erfolg gegen Pokalsieger IFK Göteborg für den Gewinn des Supercupen. Anfangs Stammspieler fand er sich im Saisonverlauf, nachdem er zeitweise ohne Torerfolg geblieben war auf der Ersatzbank wieder. Letztlich war er mit acht Saisontoren einer der torgefährlichsten Spieler der Mannschaft und erreichte mit dem Klub als Tabellenvierter die Teilnahme für die erste Qualifikationsrunde zur UEFA Europa League 2010/11.
In seiner zweiten Spielzeit bei KFF zeigte sich Mendes anfangs weniger torgefährlich, so dass er zeitweilig auf der Ersatzbank Platz nehmen musste. Im Spiel gegen den bis dato ungeschlagenen Tabellenführer Helsingborgs IF am 16. Mai schrieb er schwedische Fußballgeschichte: Mit seinem Tor zum 1:0-Endstand 6,4 Sekunden nach Anpfiff erzielte er das schnellste Tor in der Geschichte der Allsvenskan. Im selben Spiel wurde er nach einer Tätlichkeit des Feldes verwiesen. Dennoch erkämpfte er sich seinen Stammplatz zurück und erreichte mit der Mannschaft im Herbst 2011 das Endspiel um den Landespokal. Trotz eines Tores von Erik Israelsson ging das Spiel mit einer 1:3-Niederlage gegen den Meister Helsingborgs IF verloren.
2013 wurde er an GAIS Göteborg verliehen. 2014 wurde er zunächst an Minnesota United ausgeliehen. Dort stand er ab dem 9. Oktober 2014 fest unter Vertrag. Er blieb dort bis Ende 2016. Danach hatte Mendes Engagements beim Florida Tropics SC und The Villages SC.